# When the Party’s Over
When the Party’s Over (Eigenschreibweise: when the party's over) ist ein Lied der US-amerikanischen Sängerin Billie Eilish. Es wurde ursprünglich am 17. Oktober 2018 als digitale Single zum Download und Streaming veröffentlicht und später für ihr Debütalbum When We All Fall Asleep, Where Do We Go? (29. März 2019) verwendet.

## Musikvideo
Am 25. Oktober 2018 folgte auf YouTube das offizielle Musikvideo. Im Video tränen die Augen der Sängerin schwarz.

## Kommerzieller Erfolg

### Chartplatzierungen
| ChartsChartplatzierungen       | Höchstplatzierung | Wochen |
| ------------------------------ | ----------------- | ------ |
| Deutschland (GfK)              | 45 (15 Wo.)       | 15     |
| Österreich (Ö3)                | 25 (19 Wo.)       | 19     |
| Schweiz (IFPI)                 | 23 (49 Wo.)       | 49     |
| Vereinigte Staaten (Billboard) | 29 (32 Wo.)       | 32     |
| Vereinigtes Königreich (OCC)   | 21 (19 Wo.)       | 19     |

| ChartsJahrescharts (2019)      | Platzierung |
| ------------------------------ | ----------- |
| Schweiz (IFPI)                 | 45          |
| Vereinigte Staaten (Billboard) | 67          |
| Vereinigtes Königreich (OCC)   | 74          |

### Auszeichnungen für Musikverkäufe
| Land/Region                  | Auszeichnungen für Musikverkäufe (Land/Region, Auszeichnung, Verkäufe) | Verkäufe   |
| ---------------------------- | ---------------------------------------------------------------------- | ---------- |
| Australien (ARIA)            | 11× Platin                                                             | 770.000    |
| Belgien (BRMA)               | Platin                                                                 | 40.000     |
| Brasilien (PMB)              | 3× Diamant                                                             | 480.000    |
| Dänemark (IFPI)              | 2× Platin                                                              | 180.000    |
| Deutschland (BVMI)           | Platin                                                                 | 400.000    |
| Finnland (IFPI)              | Gold                                                                   | 20.000     |
| Frankreich (SNEP)            | Diamant                                                                | 333.333    |
| Italien (FIMI)               | Platin                                                                 | 50.000     |
| Kanada (MC)                  | 9× Platin                                                              | 720.000    |
| Mexiko (AMPROFON)            | 2× Platin                                                              | 120.000    |
| Neuseeland (RMNZ)            | 6× Platin                                                              | 180.000    |
| Norwegen (IFPI)              | 3× Platin                                                              | 180.000    |
| Österreich (IFPI)            | 2× Platin                                                              | 60.000     |
| Polen (ZPAV)                 | 4× Platin                                                              | 200.000    |
| Portugal (AFP)               | 2× Platin                                                              | 20.000     |
| Schweden (IFPI)              | 3× Platin                                                              | 240.000    |
| Schweiz (IFPI)               | 3× Platin                                                              | 60.000     |
| Spanien (Promusicae)         | 2× Platin                                                              | 120.000    |
| Vereinigte Staaten (RIAA)    | 4× Platin                                                              | 4.000.000  |
| Vereinigtes Königreich (BPI) | 3× Platin                                                              | 1.800.000  |
| Insgesamt                    | 1× Gold · 59× Platin · 4× Diamant ·                                    | 10.173.333 |

Hauptartikel: Billie Eilish/Auszeichnungen für Musikverkäufe